# Nina Dobrev
Nina Dobrev (tên khai sinh Nina Constantinova Dobreva; tiếng Bulgaria: Нина Константинова Добрева; sinh ngày 9 tháng 01 năm 1989) là một nữ diễn viên người Canada gốc Bulgaria. Cô được biết đến trong nhiều vai diễn trên những bộ phim truyền hình của kênh CW teen.

## Sự nghiệp
Nina Dobrev sinh ra ở Sofia, Bulgaria vào năm 1989 và bắt đầu chuyển đến Canada khi cô mới 2 tuổi, nơi cô lớn lên là Toronto, Ontario. Cô nói thông thạo tiếng Pháp, tiếng Anh và tiếng Bungari. Mẹ cô là một nghệ sĩ, và cha cô là một nhà khoa học máy tính. Nina theo học tại trường công lập Tyrrell Sr JB và trường Đại học Nghệ thuật Wexford Collegiate ở Scarborough, Ontario.
Từ khi còn là một cô bé học trung học, Nina đã tỏ ra là một diễn viên có triển vọng, trong cô có một sự nhiệt huyết, niềm đam mê cho nghệ thuật. Không những thế cô còn có nhiều năng khiếu khác là khiêu vũ, hát, sáng tác nhạc và diễn xuất.
Sau thành công của bộ phim Vampire Diaries bên cạnh nam diễn viên Paul Wesley, Nina đã nhận được rất nhiều phản hồi tốt từ phía khán giả cũng như nhận được rất nhiều hợp đồng đóng phim cũng các hãng sản xuất phim lớn khác.
Một trong những điều làm nên thành công của Nina là vẻ đẹp thuần khiết, trong sáng và tự nhiên. Năm 2010 cô nhận được 2 giải Teen Choice Awards, trong đó có giải Nữ Diễn viên Đột Phá. Năm 2011, trong số 3 đề cử cô nhận được giải Nữ Diễn viên xuất sắc nhất thể loại fantasy/sci-fi cho vai diễn trong Vampire Dairies.

## Một số hình ảnh

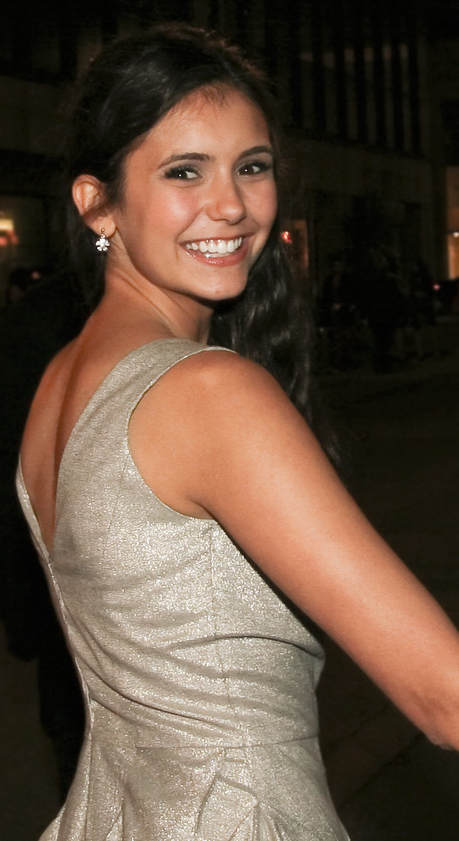
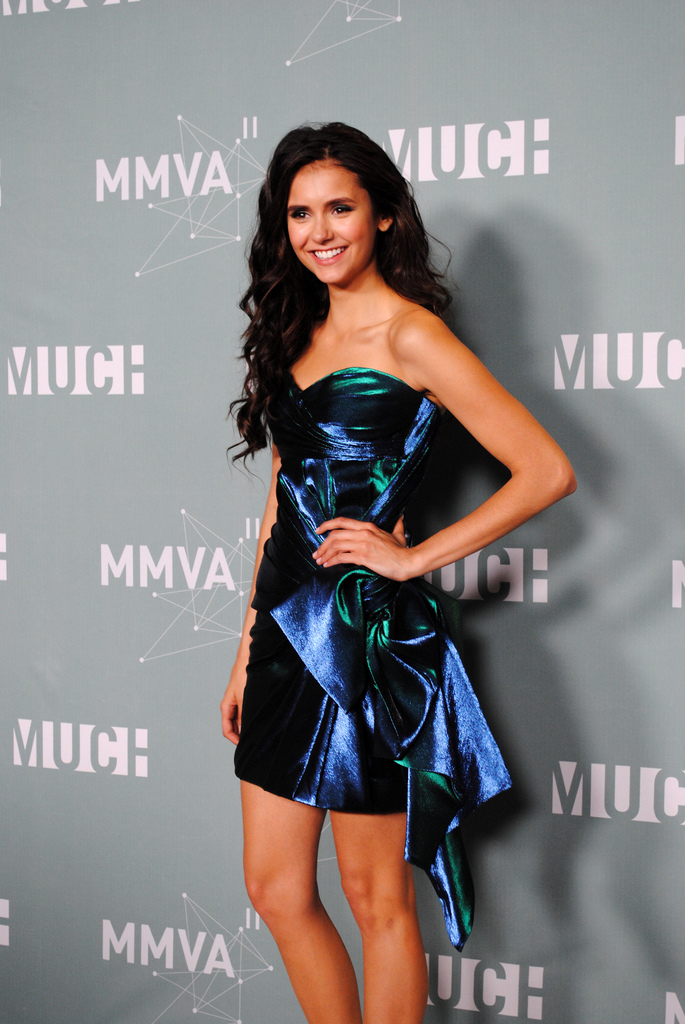
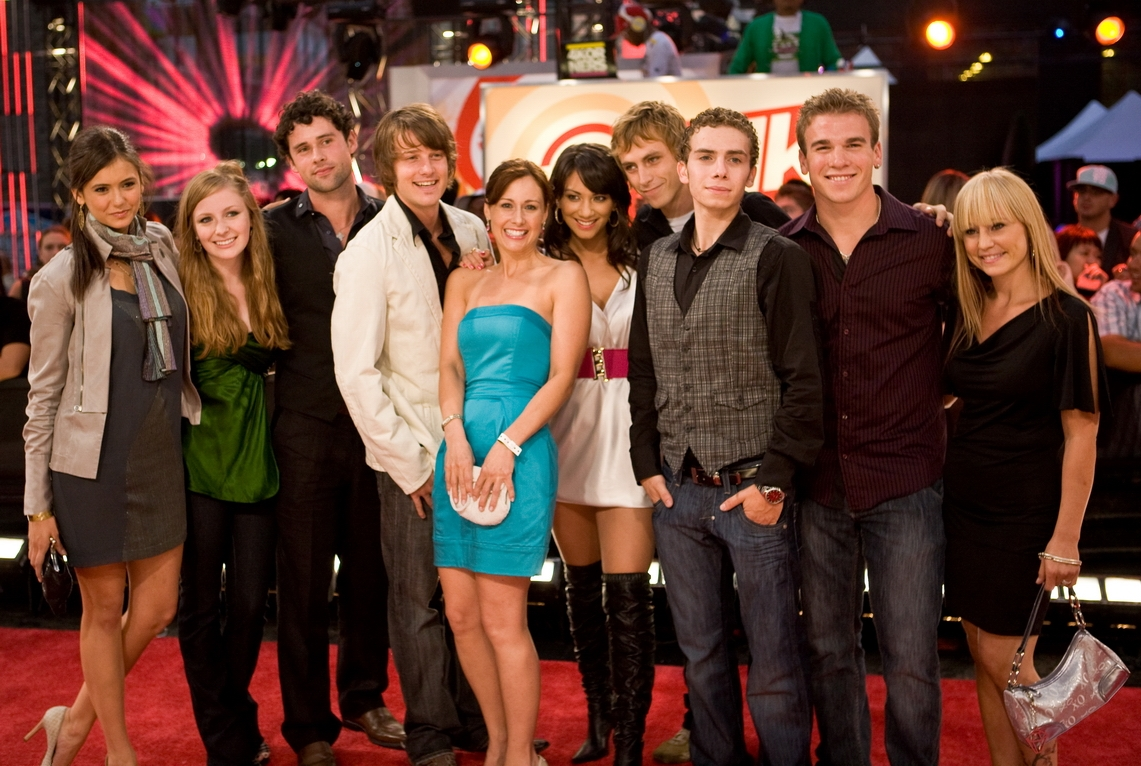
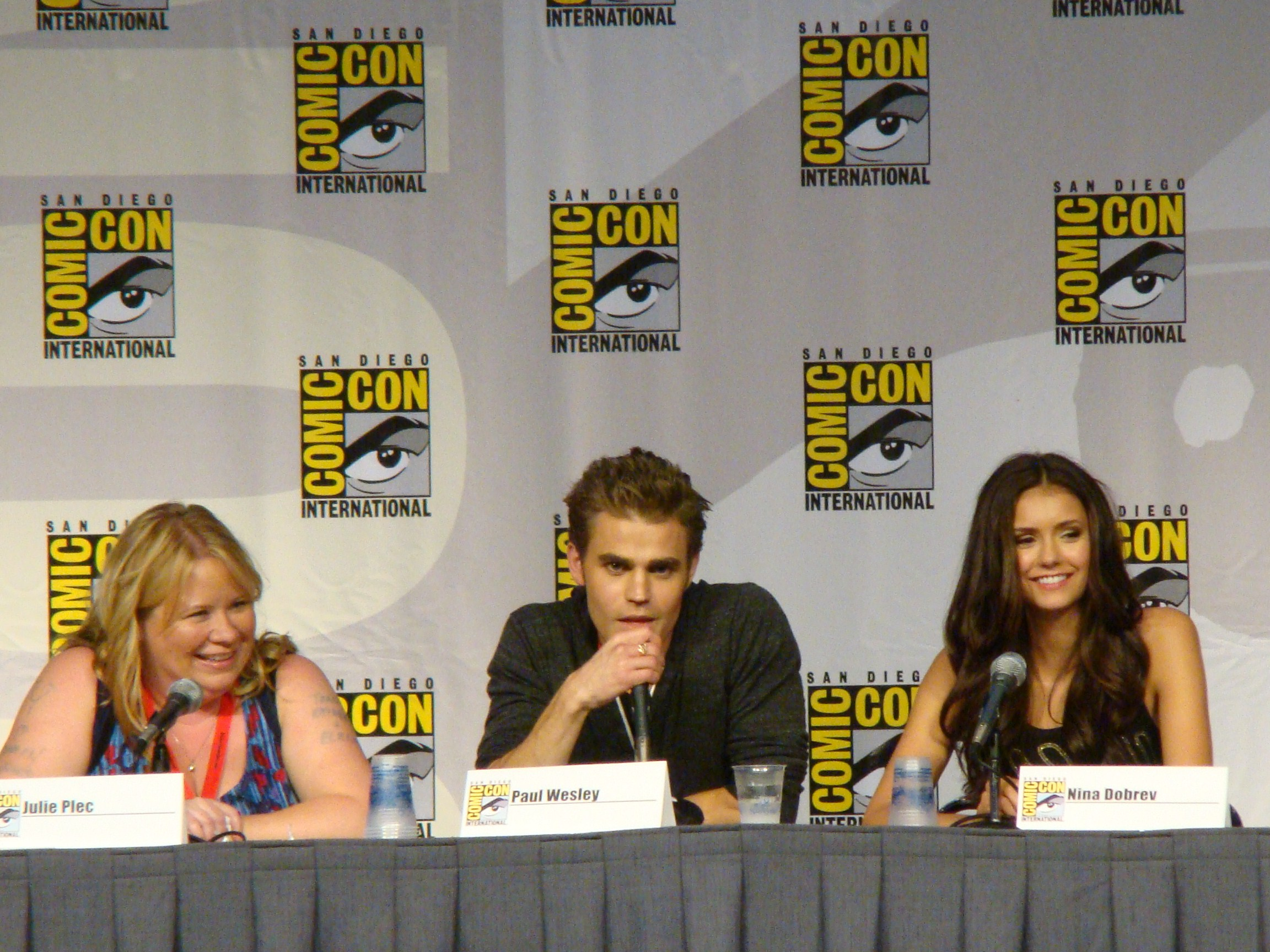
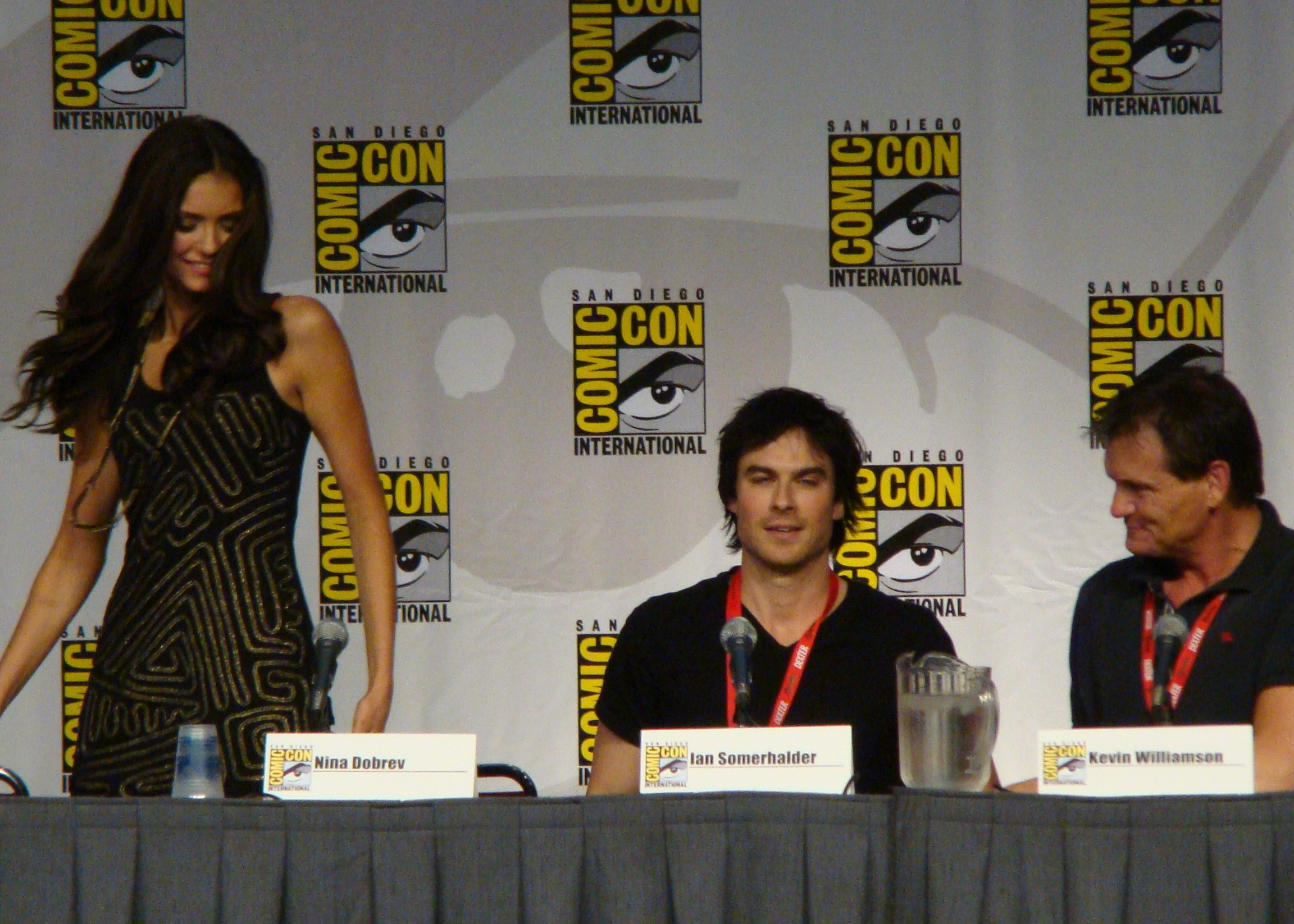
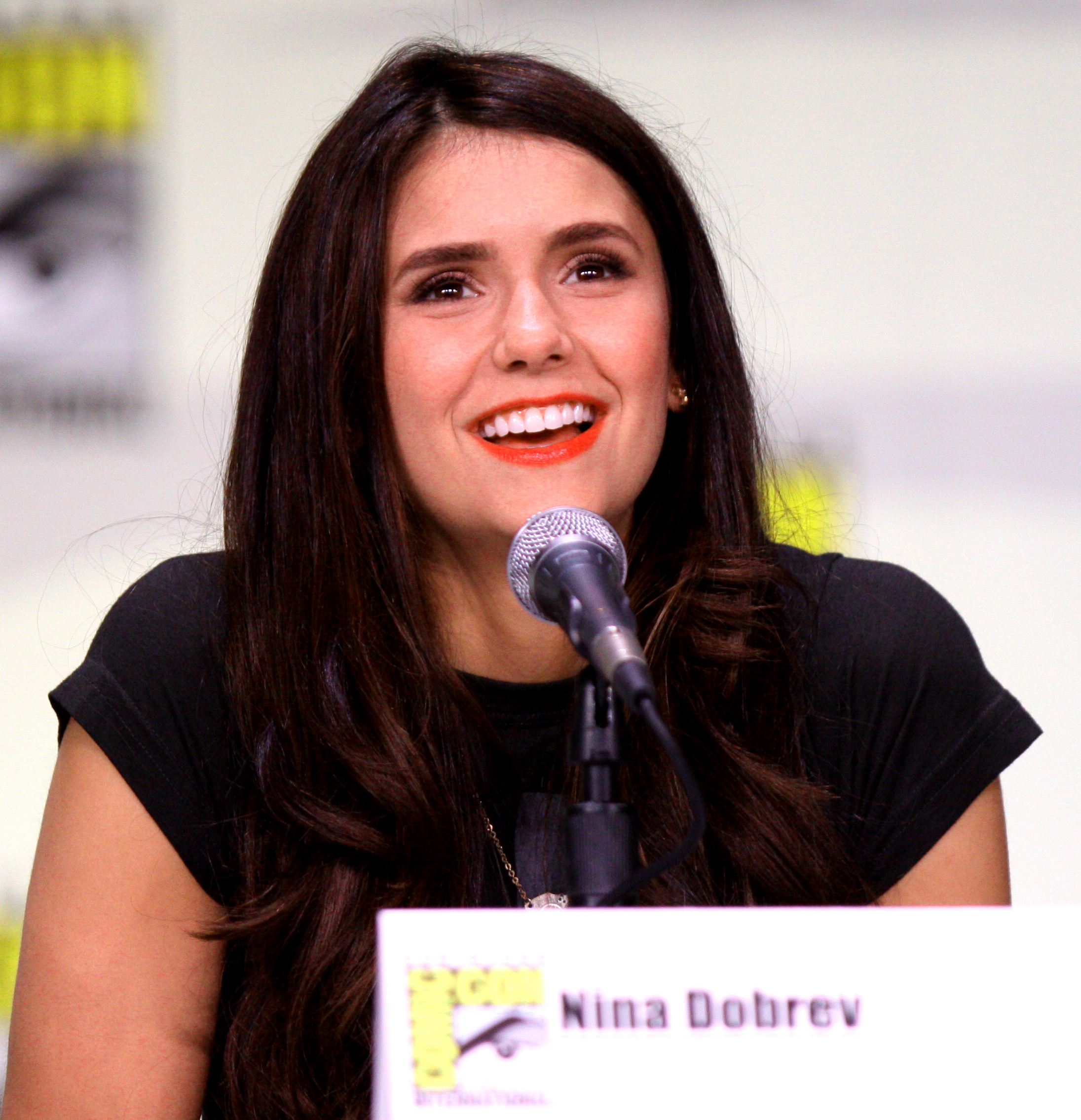
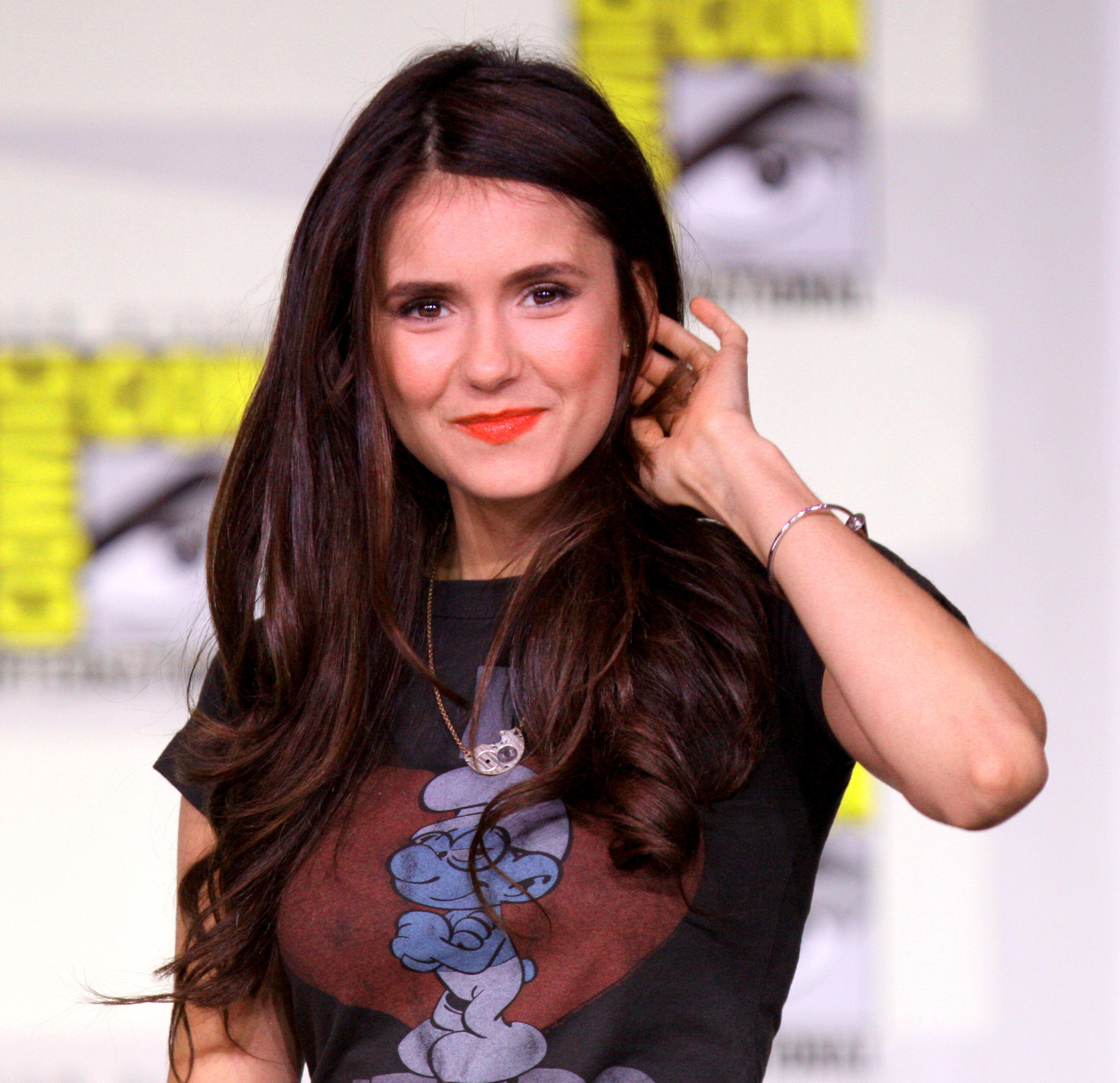
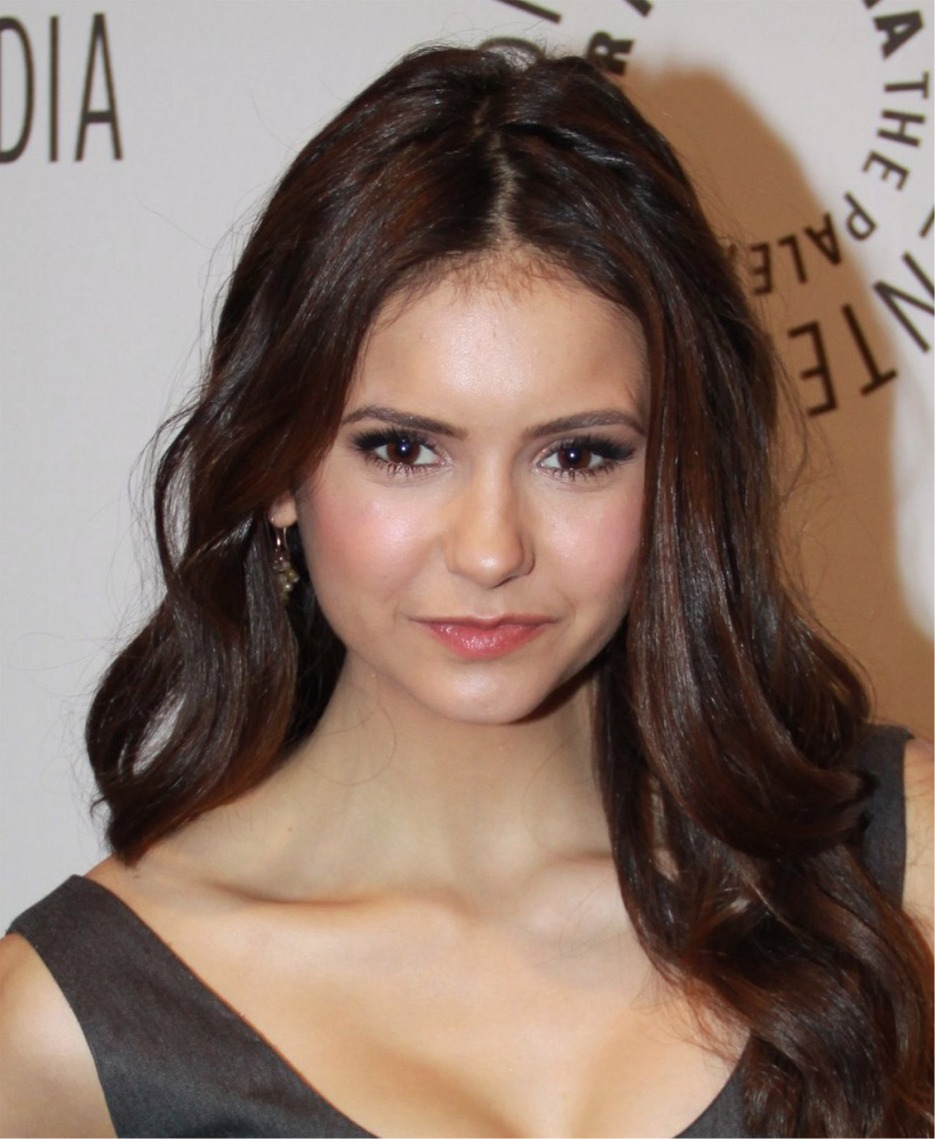

## Các phim đã đóng
| Năm       | Tựa phim                        | Vai diễn                       | Ghi chú                                               |
| --------- | ------------------------------- | ------------------------------ | ----------------------------------------------------- |
| 2008      | Repo! The Genetic Opera         | Teenage Zydrate Addict         |                                                       |
| 2006      | Away from Her                   | Monica                         |                                                       |
| 2006      | Playing House                   | Shania                         |                                                       |
| 2006–2009 | Degrassi: The Next Generation   | Mia Jones                      | TV, 46 tập                                            |
| 2007      | How She Move                    | Tall Girl in the Bathroom      |                                                       |
| 2007      | The Poet                        | Rachel                         |                                                       |
| 2007      | Fugitive Pieces                 | Bella                          |                                                       |
| 2007      | My Daughter's Secret            | Justine                        |                                                       |
| 2007      | Too Young to Marry              | Jessica                        |                                                       |
| 2008      | Mookie's Law                    | Rosebella                      | Phim ngắn                                             |
| 2008      | The American Mall               | Ally Shepherd                  | First time singing, She never sang after this movie   |
| 2008      | Hồn sói 6                       | Loren Hansett                  |                                                       |
| 2008      | The Border                      | Maia                           | TV, 2 tập: "Articles of Faith" và "Blowback"          |
| 2009      | Chloe                           | Anna                           |                                                       |
| 2009      | Degrassi Goes Hollywood         | Mia Jones                      |                                                       |
| 2009      | Eleventh Hour                   | Grace Dahl                     | TV, 1 tập: "Eternal"                                  |
| 2009      | Merry Madagascar                | Cupid the Reindeer             | Lồng tiếng                                            |
| 2009-15   | The Vampire Diaries             | Elena Gilbert/Katherine Pierce | Nhân vật chính TV                                     |
| 2011      | The Super Hero Squad Show       | Ellen                          | Lồng tiếng TV, Tập 1: "This Man-Thing, This Monster!" |
| 2011      | The Roommate                    | Maria                          | Cameo                                                 |
| 2011      | Arena                           | Lori                           |                                                       |
| 2012      | The Perks of Being a Wallflower | Candace                        |                                                       |
| 2014      | Let's be cops                   | Josie                          |                                                       |
| 2015      | The Last Girls                  | Vicki Summers                  |                                                       |
| 2016      | Crash Pad                       | Hannah                         | Hậu kì sản xuất                                       |
| 2017      | xXx: Return of Xander Cage      | Rebecca "Becky" Clearidge      |                                                       |